# Єхегнадзор
Єхегнадзо́р (вірм. Եղեգնաձոր) — місто у Вірменії, адміністративний центр марзу (області) Вайоц-Дзор. За чисельністю населення найменший адміністративний центр найменшого за чисельністю населення марзу. Розташований на правому березі річки Арпа, за 119 км на південний схід від Єревана, на трасі Єреван — Горіс. Трохи північніше від міста відходить розгалуження на Мартуні, яка надає можливість мешканцям Вайоц-Дзору, Сюніку, Нагірно-Карабаської Республіки та Ірану швидше дістатися до озера Севан, марзу Гегаркунік, Тавуш, Лорі та в Грузію. Найближча залізнична станція — Єрасх знаходитися за 58 км на північний захід від міста. Планується будівництво залізниці з Вірменії в Іран, яка в будь-якому випадку буде проходити через Єхегнадзор.

## Історія
Єхегнадзор—одне з найдавніших поселень історичного Сюніка. Тут перебував престол багатьох вірменських князівських родин. Єхегнадзор розрісся за рахунок переселення вірмен з Персії. Особливо місто зросло після 1931 р., коли він став райцентром.

## Економіка
Єхегнадзор славиться своїми винами, з яких найбільш відомі вироблені в селі Арені. У місті діють консервний і сироробний заводи, ковроткацькі підприємства.

## Пам'ятки історії та архітектури
У місті зберігся храм V століття і один із стародавніх мостів через Арпу — Агаракадзорський міст (XIII століття). В центрі міста встановлений пам'ятник загиблим в боях за радянську владу, недалеко від нього на пагорбі — пам'ятник загиблим у Німецько-радянській війні єхегнадзорцям, а також пам'ятник діячам Гладзорського університету. Поблизу Єхегнадзора розташовані села Алаяз і Гладзор, у яких збереглися пам'ятники середньовічної вірменської культури.

## Культура
У місті діє краєзнавчий, археологічний і етнографічний музей.